# (50240) Cortina
(50240) Cortina es un asteroide del cinturón principal descubierto el 28 de enero de 2000 por Alessandro Dimai desde el observatorio astronómico Helmut Ullrich en Italia. Está nombrado en honor de Cortina d'Ampezzo, principal localidad de los Dolomitas, y lugar cercano al observatorio donde se hizo el descubrimiento del asteroide.